# Финал Кубка конфедераций 2013
Финал Кубка конфедераций 2013 — футбольный матч, который определил победителя Кубка конфедераций 2013. Матч прошёл 30 июня 2013 года на стадионе «Маракана» в Рио-де-Жанейро между сборными Бразилии и Испании. Сборная Бразилии победила со счётом 3:0, став победителем турнира в четвёртый раз и в третий раз подряд.

## Общая информация
Сборная Бразилии в рекордный пятый и третий раз подряд вышла в финал Кубка конфедераций. В четырёх матчах «пентакампеоны» одержали три победы — над Австралией в 1997, Аргентиной в 2005 и США в 2009 году — и единственный раз проиграли сборной Мексики в 1999 году. В группе A сборная Бразилии стартовала с разгрома сборной Японии со счётом 3:0. Отличились Неймар, Паулиньо и в добавленное время Жо. Во втором матче была уверенно переиграна сборная Мексики 2:0. В заключительном матче группы A Бразилия взяла вверх над сборной Италии благодаря дублю Фреда и голам Данте и Неймара и заняла первое место. В полуфинале ей предстояло встретиться с Уругваем, занявшим второе место в группе B. Бразилия повела в счёте в первом тайме, но в самом начале второго Уругваю удалось отыграться. Однако Паулиньо после подачи углового Неймаром принёс своей команде победу и путевку в финал.
Для сборной Испании это будет первый финал Кубка конфедераций. Её лучшим достижением на турнире является третье место в 2009 году. В группе B Испания уверенно заняла первое место. В первом матче она взяла верх над Уругваем 2:1 благодаря голам Педро и Роберто Сольдадо. В следующем матче против представителей Океании Испания установила рекорд турнира, забив десять(!) безответных мячей сопернику. Покером отметился Фернандо Торрес, хет-триком — Давид Вилья. В последнем матче Испания не дала шансов сборной Нигерии, выиграв 3:0. В полуфинале ей достался знакомый соперник — сборная Италии. Повторение финала чемпионата Европы прошло в абсолютно равной борьбе — соперники так и не смогли забить другу ни в основное, ни в дополнительное время. Все решилось в серии пенальти. После промаха Леонардо Бонуччи Хесус Навас принёс чемпионам Европы и мира победу.
Обе команды не потерпели на турнире ни одного поражения. Сборная Бразилии выиграла все четыре матча, сборная Испании одержала победу в трех матчах на групповом этапе, сыграв вничью в основное и дополнительное время в полуфинале с Италией. Сборная Бразилии в четырёх матчах турнира забила 11 мячей и пропустила 3. Лучшими бомбардирами команды с тремя мячами являются Неймар и Фред. Сборная Испании забила 15 мячей и пропустила 1. В составе испанцев лучшим бомбардиром с пятью мячами является Фернандо Торрес.
Сборная Бразилии перед этим финалом не проигрывает на Кубке конфедераций на протяжении двенадцати матчей после того, как уступила сборной Мексики 1:0 на групповом этапе в 2005 году.
В последний раз сборные Бразилии и Испании встречались между собой в 1999 году в Виго в товарищеском матче, который завершился нулевой ничьей. Последняя встреча между двумя сборными на «Маракане» состоялась 13 июля 1950 года в финальной группе чемпионата мира. Тот матч завершился победой хозяев со счётом 6:1. У Бразилии голами отметились Жаир, Адемир, Зизиньо, дважды Шико, а испанец Хосе Парра забил в свои ворота. Сборная Испании ответила лишь голом Сильвестре Игоа. Главным судьёй был англичанин Реджинальд Лиф. Всего сборные провели между собой девять матчей. На счету сборной Бразилии четыре победы, три — у сборной Испании. Два матча завершились вничью.

## Дорога к финалу
| Команда  | И | В | Н | П | ГЗ | ГП | РГ | О |
| -------- | - | - | - | - | -- | -- | -- | - |
| Бразилия | 3 | 3 | 0 | 0 | 9  | 2  | +7 | 9 |
| Италия   | 3 | 2 | 0 | 1 | 8  | 8  | 0  | 6 |
| Мексика  | 3 | 1 | 0 | 2 | 3  | 5  | –2 | 3 |
| Япония   | 3 | 0 | 0 | 3 | 4  | 9  | –5 | 0 |

| Команда | И | В | Н | П | ГЗ | ГП | РГ  | О |
| ------- | - | - | - | - | -- | -- | --- | - |
| Испания | 3 | 3 | 0 | 0 | 15 | 1  | +14 | 9 |
| Уругвай | 3 | 2 | 0 | 1 | 11 | 3  | +8  | 6 |
| Нигерия | 3 | 1 | 0 | 2 | 7  | 6  | +1  | 3 |
| Таити   | 3 | 0 | 0 | 3 | 1  | 24 | –23 | 0 |

## Матч

### События
На второй минуте игры навес справа Халка не был нейтрализован защитниками Альваро Арбелоа, Жераром Пике и голкипером Икером Касильясом. Мяч упал к форварду Бразилии Фреду, который поскользнулся и, лёжа на земле, сумел сымпровизировать и проткнуть мяч мимо Касильяса, выведя Бразилию вперёд. На 39-й минуте Испания почти сравняла счёт, когда Педро обыграл вратаря справа. Однако Давид Луис зацепил его удар с линии и отправил мяч над перекладиной. Бразилия увеличила отрыв незадолго до перерыва, когда Оскар отдал пас Неймару на левую сторону штрафной площади и тот сильно и высоко ударил по мячу левой ногой, отправив его в ближнюю штангу мимо Касильяса. Третий гол за Бразилию был забит через две минуты после начала второго тайма, когда Фред закрутил мяч снизу правой ногой в дальнюю штангу слева, Касильяс коснулся пальцами мяча, но не смог его удержать. Спустя пять минут Марсело поставил подножку Хесусу Навасу и заработал пенальти в ворота своей команды. Серхио Рамос попытался реализовать пенальти, но пробил низко, правой ногой и мяч прошёл мимо правой штанги от вратаря. На 68-й минуте Жерар Пике получил красную карточку за то, что грубо сбил Неймара за пределами штрафной площади.

### Детали
| 30 июня 2013 19:00 UTC-3  | \| Бразилия \| 3:0 (2:0) Отчёт о матче \| Испания \| \| Фред 2′, 47′ · Неймар 44′ \| Голы \| \| | «Маракана», Рио-де-Жанейро Зрителей: 73 531 Судья: Бьорн Кёйперс |
| Бразилия                  | 3:0 (2:0) Отчёт о матче                                                                         | Испания                                                          |
| Фред 2′, 47′ · Неймар 44′ | Голы                                                                                            |                                                                  |

| Бразилия | Испания |

| БРАЗИЛИЯ:           |    |                 |     |     |
|                     |    |                 |     |     |
| ВР                  | 12 | Жулио Сезар     |     |     |
| ПЗ                  | 2  | Даниэл Алвес    |     |     |
| ЦЗ                  | 3  | Давид Луис      |     |     |
| ЦЗ                  | 4  | Тиагу Силва (к) |     |     |
| ЛЗ                  | 6  | Марсело         |     |     |
| ЦП                  | 18 | Паулиньо        |     | 88' |
| ЦП                  | 17 | Луис Густаво    |     |     |
| АП                  | 11 | Оскар           |     |     |
| ПН                  | 19 | Халк            |     | 73' |
| ЛН                  | 10 | Неймар          |     |     |
| ЦН                  | 9  | Фред            |     | 80' |
| Запасные:           |    |                 |     |     |
| ПЗ                  | 23 | Жадсон          | 73' |     |
| НП                  | 21 | Жо              | 80' |     |
| ПЗ                  | 8  | Эрнанес         | 88' |     |
| Тренер:             |    |                 |     |     |
| Луис Фелипе Сколари |    |                 |     |     |

| ИСПАНИЯ:           |    |                   |     |     |
|                    |    |                   |     |     |
| ВР                 | 1  | Икер Касильяс (к) |     |     |
| ПЗ                 | 17 | Альваро Арбелоа   | 15' | 46' |
| ЦЗ                 | 15 | Серхио Рамос      | 28' |     |
| ЦЗ                 | 3  | Жерар Пике        | 68' |     |
| ЛЗ                 | 18 | Жорди Альба       |     |     |
| ОП                 | 16 | Серхио Бускетс    |     |     |
| ПП                 | 8  | Хави              |     |     |
| ЛП                 | 6  | Андрес Иньеста    |     |     |
| ПН                 | 11 | Педро Родригес    | 74' |     |
| ЛН                 | 13 | Хуан Мануэль Мата |     | 52' |
| ЦН                 | 9  | Фернандо Торрес   |     | 59' |
| Запасные:          |    |                   |     |     |
| ЗЩ                 | 5  | Сесар Аспиликуэта | 46' |     |
| ПЗ                 | 22 | Хесус Навас       | 52' |     |
| НП                 | 7  | Давид Вилья       | 59' |     |
| Тренер:            |    |                   |     |     |
| Висенте Дель Боске |    |                   |     |     |

| Игрок матча: Неймар Помощники судьи: Сандер ван Рукел Эрвин Зейнстра Четвёртый судья: Феликс Брих Пятый судья: Марк Борш |

### Статистика
|                | Бразилия | Испания |
| -------------- | -------- | ------- |
| Голы           | 3        | 0       |
| Удары          | 14       | 15      |
| Удары в створ  | 8        | 7       |
| Владение мячом | 47 %     | 53 %    |
| Угловые        | 1        | 8       |
| Нарушения      | 26       | 16      |
| Офсайды        | 2        | 0       |
| Предупреждения | 0        | 2       |
| Удаления       | 0        | 1       |